# Diederik II van Lotharingen
Diederik II van Lotharingen (ca. 1050 - 30 december 1115) was de oudste zoon van hertog Gerard van Lotharingen en Hedwig van Namen.
Diederik werd graaf van de Elzas en van Bouzonville, alsook voogd van de abdij van Remiremont en vanaf 1070 hertog van Opper-Lotharingen. Dit leidde tot een conflict met zijn jongere broer Gerard die zich achtergesteld voelde. In 1073 werd een schikking getroffen en kreeg Gerard een eigen deelgebied, het graafschap Vaudemont.
In 1075 vocht Diederik aan de kant van Hendrik IV bij Homburg (bij Erfurt) tegen de opstandige Saksen, die daar werden verslagen. Kort na de veldslag trouwde Diederik met Hedwig van Formbach, die weduwe was geworden omdat haar man Gebhard van Supplinburg net in die slag aan de Saksische kant was gesneuveld. Diederik bleef een trouwe aanhanger van Hendrik en veroverde in 1078 voor hem de stad Metz op de bisschop. Als straf hiervoor werd hij in 1079 in de ban gedaan en in 1082 gaf Diederik de stad weer op.

## Huwelijken en kinderen
Diederik huwde eerst met Hedwig van Formbach (voor 1061 - 1090), erfgename van Supplinburg, en kreeg met haar een zoon en een dochter:
- Simon I (1076-1138)
- Petronilla van Lotharingen

Hedwig was een dochter van Frederik van Formbach (ca. 1035 - 1059) en Gertrude van Haldensleben. Uit haar eerste huwelijk had zij de volgende kinderen:
- Ida, getrouwd met graaf Sieghard van Tengling
- Lotharius III van Supplinburg, later keizer, geboren na de dood van zijn vader

Zijn tweede echtgenote was Gertrudis van Vlaanderen, de dochter van graaf Robrecht de Fries van Vlaanderen; samen hadden zij de volgende kinderen:
- Diederik van de Elzas
- mogelijk Gerard
- Hendrik (ovl. 6 juni 1165), 1126 bisschop van Toul, deelnemer aan de tweede kruistocht met koning Koenraad III van Hohenstaufen, begraven in de kathedraal van Toul
- Boudewijn
- Ermengarde, getrouwd met Bernard van Briançon
- mogelijk Gisela, eerst getrouwd met de graaf van Tecklenburg, daarna met Frederik van de Saargau

## Voorouders
| Voorouders van Diederik II van Lotharingen | Voorouders van Diederik II van Lotharingen                  | Voorouders van Diederik II van Lotharingen                  | Voorouders van Diederik II van Lotharingen                  | Voorouders van Diederik II van Lotharingen                  | Voorouders van Diederik II van Lotharingen                       | Voorouders van Diederik II van Lotharingen                       | Voorouders van Diederik II van Lotharingen                       | Voorouders van Diederik II van Lotharingen                       |
| ------------------------------------------ | ----------------------------------------------------------- | ----------------------------------------------------------- | ----------------------------------------------------------- | ----------------------------------------------------------- | ---------------------------------------------------------------- | ---------------------------------------------------------------- | ---------------------------------------------------------------- | ---------------------------------------------------------------- |
| Overgrootouders                            | Adalbart II van Elzas (-) ∞ Judith van Öhningen (-)         | Adalbart II van Elzas (-) ∞ Judith van Öhningen (-)         | ? (-) ∞ ? (-)                                               | ? (-) ∞ ? (-)                                               | Robrecht I van Namen (925-981) ∞ ? (–)                           | Robrecht I van Namen (925-981) ∞ ? (–)                           | Karel van Neder-Lotharingen (953-992) ∞ Adelheid (-)             | Karel van Neder-Lotharingen (953-992) ∞ Adelheid (-)             |
| Grootouders                                | Gerard III van Metz (-1045) ∞ Gizela (-)                    | Gerard III van Metz (-1045) ∞ Gizela (-)                    | Gerard III van Metz (-1045) ∞ Gizela (-)                    | Gerard III van Metz (-1045) ∞ Gizela (-)                    | Albrecht I van Namen (950-1011) ∞ Ermengarde van Lotharingen (–) | Albrecht I van Namen (950-1011) ∞ Ermengarde van Lotharingen (–) | Albrecht I van Namen (950-1011) ∞ Ermengarde van Lotharingen (–) | Albrecht I van Namen (950-1011) ∞ Ermengarde van Lotharingen (–) |
| Ouders                                     | Gerard van Lotharingen (1030-1070) ∞ Hedwig Van Namen (?-?) | Gerard van Lotharingen (1030-1070) ∞ Hedwig Van Namen (?-?) | Gerard van Lotharingen (1030-1070) ∞ Hedwig Van Namen (?-?) | Gerard van Lotharingen (1030-1070) ∞ Hedwig Van Namen (?-?) | Gerard van Lotharingen (1030-1070) ∞ Hedwig Van Namen (?-?)      | Gerard van Lotharingen (1030-1070) ∞ Hedwig Van Namen (?-?)      | Gerard van Lotharingen (1030-1070) ∞ Hedwig Van Namen (?-?)      | Gerard van Lotharingen (1030-1070) ∞ Hedwig Van Namen (?-?)      |
| Diederik II van Lotharingen (1050–1115)    |                                                             |                                                             |                                                             |                                                             |                                                                  |                                                                  |                                                                  |                                                                  |